# Miami Open
Miami Open er en professionel tennisturnering, som hvert år i marts afvikles i Miami i Florida, USA. Turneringen blev fra 1995 til 2018 spillet i Crandon Park Tennis Center i Key Biscayne, der blev opført i 1995. På grund af turneringens vækst og ønsket om at skabe bedre forhold for spillere, sponsorer og tilskuere, afvikledes den fra 2019 i Hard Rock Stadium i Miami Gardens.
Turneringen er (pr. 2024) kategoriseret som en ATP Masters 1000-turnering på mændenes ATP Tour og som en WTA 1000-turnering på kvindernes WTA Tour, og den rangerer dermed umiddelbart under de fire grand slam-turneringer og de to tour-slutspil. Sammen med Indian Wells Masters, der afvikles umiddelbart inden Miami Open, skilte den sig ud fra de øvrige turneringer på de to tours ved at hovedturneringen strakte sig over mere end én uge, indtil nogle af de andre Masters 1000- og WTA 1000-turneringen i 2023 hhv. 2024 også blev udvidet til en varighed på 12 dage og med et deltagerfelt på 96 spillere singlerækkerne.
Begge hovedturneringer i single har deltagelse af 96 spillere, der ved lodtrækning fordeles i et skema med plads til 128 spillere, hvor de 32 seedede spillere er oversiddere i første runde. Der afvikles tillige en herredouble- og en damedoubleturnering, der begge har deltagelse af 32 par.
Indian Wells Masters og Miami Open, der afvikles i umiddelbart forlængelse af hinanden kaldes samlet for The sunshine swing, og spillere, der vinder begge turneringer, siges at have opnået en Sunshine double.

## Historie

### Navne
Turneringen er på grund af skiftende titelsponorater gennem historien blevet spillet under forskellige navne.
- Lipton International Players Championships (1985-92)
- Lipton Championships (1993-99)
- Ericsson Open (2000-01)
- NASDAQ-100 Open (2002-06)
- Sony Ericsson Open (2007-12)
- Sony Open Tennis (2013-14)
- Miami Open presented by Itaú (siden 2015)

### Spillesteder
Turneringen blev til og med 2018 spillet i Crandon Park Tennis Center, der blev opført i 1995, i Miami-bydelen Key Biscayne. Fra 2019 afvikles begivenheden i Hard Rock Stadium i samarbejde med Miami Dolphins. Hovedarenaen med 13.800 tilskuerpladser opbygges hvert år som en midlertidig arena inde i selve Hard Rock Stadium, mens der uden for football-stadionet er opført et helt nyt tennisanlæg med 29 tennisbaner, herunder 18 træningsbaner og 11 konkurrencebaner, hvoraf den største er "Grandstand" med 5.000 tilskuerpladser.

### Præmier
Turneringens "total financial commitment", dvs. præmiepenge samt gebyrer til ATP Tour og WTA Tour samt bidrag til diverse bonuspuljer, har gennem tiden udviklet sig som vist nedenfor.
| År   | Total financial commitment            | Total financial commitment            | Præmiesum                             | Præmiesum                             |
| År   | Mænd                                  | Kvinder                               | Mænd                                  | Kvinder                               |
| ---- | ------------------------------------- | ------------------------------------- | ------------------------------------- | ------------------------------------- |
| 1985 | $ 750.000                             | $ 750.000                             |                                       |                                       |
| 1986 | $ 900.000                             | $ 750.000                             |                                       |                                       |
| 1987 | $ 900.000                             | $ 750.000                             |                                       |                                       |
| 1988 | $ 1.014.000                           | $ 750.000                             |                                       |                                       |
| 1989 | $ 1.025.000                           | $ 750.000                             |                                       |                                       |
| 1990 | $ 1.200.000                           | $ 750.000                             |                                       |                                       |
| 1991 | $ 1.200.000                           | $ 750.000                             |                                       |                                       |
| 1992 | $ 1.325.000                           | $ 800.000                             |                                       |                                       |
| 1993 | $ 1.400.000                           | $ 900.000                             |                                       |                                       |
| 1994 | $ 1.625.000                           | $ 1.000.000                           |                                       |                                       |
| 1995 | $ 2.250.000                           | $ 1.550.000                           |                                       |                                       |
| 1996 | $ 2.300.000                           | $ 1.550.000                           |                                       |                                       |
| 1997 | $ 2.700.000                           | $ 1.750.000                           |                                       |                                       |
| 1998 | $ 2.700.000                           | $ 1.900.000                           |                                       |                                       |
| 1999 | $ 2.700.000                           | $ 2.075.000                           |                                       |                                       |
| 2000 | $ 3.200.000                           | $ 2.525.000                           |                                       |                                       |
| 2001 | $ 3.400.000                           | $ 2.720.000                           |                                       |                                       |
| 2002 | $ 3.575.000                           | $ 2.860.000                           |                                       |                                       |
| 2003 | $ 3.250.000                           | $ 2.960.000                           |                                       |                                       |
| 2004 | $ 3.450.000                           | $ 3.060.000                           |                                       |                                       |
| 2005 | $ 3.450.000                           | $ 3.200.000                           |                                       |                                       |
| 2006 | $ 3.450.000                           | $ 3.450.000                           |                                       |                                       |
| 2007 | $ 3.450.000                           | $ 3.450.000                           |                                       |                                       |
| 2008 | $ 3.770.000                           | $ 3.770.000                           |                                       |                                       |
| 2009 | $ 4.500.000                           | $ 4.500.000                           |                                       |                                       |
| 2010 | $ 4.500.000                           | $ 4.500.000                           |                                       |                                       |
| 2011 | $ 4.500.000                           | $ 4.500.000                           |                                       |                                       |
| 2012 | $ 4.828.050                           | $ 4.828.050                           |                                       |                                       |
| 2013 | $ 5.185.625                           | $ 5.185.625                           |                                       |                                       |
| 2014 | $ 5.649.405                           | $ 5.427.105                           |                                       |                                       |
| 2015 | $ 6.267.755                           | $ 6.157.160                           |                                       |                                       |
| 2016 | $ 7.037.595                           | $ 6.844.139                           |                                       |                                       |
| 2017 | $ 7.913.405                           | $ 7.669.423                           | $ 6.993.450                           | $ 6.993.450                           |
| 2018 | $ 8.909.960                           | $ 0.000.000                           | $ 7.972.535                           | $ 7.972.535                           |
| 2019 | $ 9.314.875                           | $ 9.035.428                           | $ 8.359.455                           | $ 8.359.455                           |
| 2020 | Aflyst på grund af COVID-19-pandemien | Aflyst på grund af COVID-19-pandemien | Aflyst på grund af COVID-19-pandemien | Aflyst på grund af COVID-19-pandemien |
| 2021 | $ 4.299.205                           | $ 3.260.190                           | $ 3.260.190                           | $ 3.260.190                           |
| 2022 | $ 9.554.920                           | $ ?                                   | $ 8.584.055                           | $ 8.584.055                           |
| 2023 | $ 10.155.105                          | $ ?                                   | $ 8.800.000                           | $ 8.000.000                           |

### Tilskuertal
| År   | Tilskuere i alt | Antal dage |
| ---- | --------------- | ---------- |
| 1985 | 125.817         | 14         |
| 1986 | 193.045         | 14         |
| 1987 | 194.675         | 14         |
| 1988 | 213.171         | 14         |
| 1989 | 226.653         | 14         |
| 1990 | 180.543         | 10         |
| 1991 | 194.730         | 10         |
| 1992 | 204.643         | 10         |
| 1993 | 167.162         | 10         |
| 1994 | 214.025         | 10         |
| 1995 | 215.912         | 10         |
| 1996 | 234.755         | 11         |
| 1997 | 228.321         | 11         |
| 1998 | 255.272         | 11         |
| 1999 | 259.946         | 11         |
| 2000 | 259.830         | 11         |
| 2001 | 270.143         | 12         |
| 2002 | 265.407         | 12         |
| 2003 | 248.126         | 12         |
| 2004 | 254.022         | 12         |
| 2005 | 263.118         | 12         |
| 2006 | 272.033         | 12         |
| 2007 | 288.025         | 12         |
| 2008 | 297.011         | 12         |
| 2009 | 293.228         | 12         |
| 2010 | 312.386         | 12         |
| 2011 | 316.267         | 12         |
| 2012 | 326.131         | 12         |
| 2013 | 307.809         | 12         |
| 2014 | 306.866         | 12         |
| 2015 | 308.486         | 12         |
| 2016 | 300.952         | 12         |
| 2017 | 304.643         | 12         |
| 2018 | 303.339         | 12         |
| 2019 | 388.734         | 12         |

## Vindere og finalister

### Flest titler
- Herresingle: Andre Agassi, seks titler (perioden 1990-2003), og Novak Djokovic, seks titler i perioden 2007-16.
- Damesingle: Serena Williams er med otte titler (perioden 2002-2015) den spiller, der har vundet turneringen flest gange.

Pr. 15. marts 2018.

### Herresingle
Herresinglefinalen er tre gange blevet aflyst eller afbrudt før tid:
- I 1989 blev Thomas Muster ramt af en spritbilist aftenen før finalen og kom så slemt til skade, at han måtte tilbringe flere måneder derefter i kørestol. Otte år senere vandt han turneringen.
- I 1996 opgav Goran Ivanišević tidligt i finalen på grund af nakkestivhed.
- I 2004 opgav Guillermo Coria efter tre sæt på grund af rygsmerter og deraf begrænset bevægelighed. Årsagen viste sig senere at være galdesten.

| År   | Vinder                         | Finalist                       | Finaleresultat                 |
| ---- | ------------------------------ | ------------------------------ | ------------------------------ |
| 1985 | Tim Mayotte (1)                | Scott Davis                    | 4–6, 4–6, 6–3, 6–2, 6–4        |
| 1986 | Ivan Lendl (1)                 | Mats Wilander                  | 3–6, 6–1, 7–6, 6–4             |
| 1987 | Miloslav Mečíř (1)             | Ivan Lendl                     | 7–5, 6–2, 7–5                  |
| 1988 | Mats Wilander (1)              | Jimmy Connors                  | 6–4, 4–6, 6–4, 6–4             |
| 1989 | Ivan Lendl (2)                 | Thomas Muster                  | w.o.                           |
| 1990 | Andre Agassi (1)               | Stefan Edberg                  | 6–1, 6–4, 0–6, 6–2             |
| 1991 | Jim Courier (1)                | David Wheaton                  | 4–6, 6–3, 6–4                  |
| 1992 | Michael Chang (1)              | Alberto Mancini                | 7–5, 7–5                       |
| 1993 | Pete Sampras (1)               | MaliVai Washington             | 6–3, 6–2                       |
| 1994 | Pete Sampras (2)               | Andre Agassi                   | 5–7, 6–3, 6–3                  |
| 1995 | Andre Agassi (2)               | Pete Sampras                   | 3–6, 6–2, 7–6(3)               |
| 1996 | Andre Agassi (3)               | Goran Ivanišević               | 3–0, opg.                      |
| 1997 | Thomas Muster (1)              | Sergi Bruguera                 | 7–6(6), 6–3, 6–1               |
| 1998 | Marcelo Ríos (1)               | Andre Agassi                   | 7–5, 6–3, 6–4                  |
| 1999 | Richard Krajicek (1)           | Sébastien Grosjean             | 4–6, 6–1, 6–2, 7–5             |
| 2000 | Pete Sampras (3)               | Gustavo Kuerten                | 6–1, 6–7(2), 7–6(5), 7–6(8)    |
| 2001 | Andre Agassi (4)               | Jan-Michael Gambill            | 7–6(4), 6–1, 6–0               |
| 2002 | Andre Agassi (5)               | Roger Federer                  | 6–3, 6–3, 3–6, 6–4             |
| 2003 | Andre Agassi (6)               | Carlos Moyà                    | 6–3, 6–3                       |
| 2004 | Andy Roddick (1)               | Guillermo Coria                | 6–7, 6–3, 6–1, opg.            |
| 2005 | Roger Federer (1)              | Rafael Nadal                   | 2–6, 6–7(4), 7–6(5), 6–3, 6–1  |
| 2006 | Roger Federer (2)              | Ivan Ljubičić                  | 7–6(5), 7–6(4), 7–6(6)         |
| 2007 | Novak Djokovic (1)             | Guillermo Cañas                | 6–3, 6–2, 6–4                  |
| 2008 | Nikolaj Davydenko (1)          | Rafael Nadal                   | 6–4, 6–2                       |
| 2009 | Andy Murray (1)                | Novak Djokovic                 | 6–2, 7–5                       |
| 2010 | Andy Roddick (2)               | Tomáš Berdych                  | 7–5, 6–4                       |
| 2011 | Novak Djokovic (2)             | Rafael Nadal                   | 4–6, 6–3, 7–6(4)               |
| 2012 | Novak Djokovic (3)             | Andy Murray                    | 6–1, 7–6(4)                    |
| 2013 | Andy Murray (2)                | David Ferrer                   | 2–6, 6–4, 7–6(1)               |
| 2014 | Novak Djokovic (4)             | Rafael Nadal                   | 6–3, 6–3                       |
| 2015 | Novak Djokovic (5)             | Andy Murray                    | 7–6(3), 4–6, 6–0               |
| 2016 | Novak Djokovic (6)             | Kei Nishikori                  | 6–3, 6–3                       |
| 2017 | Roger Federer (3)              | Rafael Nadal                   | 6–3, 6–4                       |
| 2018 | John Isner (1)                 | Alexander Zverev               | 6–7(4), 6–4, 6–4               |
| 2019 | Roger Federer (4)              | John Isner                     | 6–1, 6–4                       |
| 2020 | Aflyst pga. COVID-19-pandemien | Aflyst pga. COVID-19-pandemien | Aflyst pga. COVID-19-pandemien |
| 2021 | Hubert Hurkacz (1)             | Jannik Sinner                  | 7–6(4), 6–4                    |
| 2022 | Carlos Alcaraz (1)             | Casper Ruud                    | 7–5, 6–4                       |
| 2023 | Daniil Medvedev (1)            | Jannik Sinner                  | 7–5, 6–3                       |
| 2024 | Jannik Sinner (1)              | Grigor Dimitrov                | 6–3, 6–1                       |
| 2025 | Jakub Menšík (1)               | Novak Djokovic                 | 7–6(7–4), 7–6(7–4)             |

### Damesingle
| År   | Vinder                         | Finalist                       | Finaleresultat                 |
| ---- | ------------------------------ | ------------------------------ | ------------------------------ |
| 1985 | Martina Navrátilová (1)        | Chris Evert                    | 6–2, 6–4                       |
| 1986 | Chris Evert (1)                | Steffi Graf                    | 6–4, 6–2                       |
| 1987 | Steffi Graf (1)                | Chris Evert                    | 6–1, 6–2                       |
| 1988 | Steffi Graf (2)                | Chris Evert                    | 6–4, 6–4                       |
| 1989 | Gabriela Sabatini (1)          | Chris Evert                    | 6–1, 4–6, 6–2                  |
| 1990 | Monica Seles (1)               | Judith Wiesner                 | 6–1, 6–2                       |
| 1991 | Monica Seles (2)               | Gabriela Sabatini              | 6–3, 7–5                       |
| 1992 | Arantxa Sánchez Vicario (1)    | Gabriela Sabatini              | 6–1, 6–4                       |
| 1993 | Arantxa Sánchez Vicario (2)    | Steffi Graf                    | 6–4, 3–6, 6–3                  |
| 1994 | Steffi Graf (3)                | Natasja Zvereva                | 4–6, 6–1, 6–2                  |
| 1995 | Steffi Graf (4)                | Kimiko Date                    | 6–1, 6–4                       |
| 1996 | Steffi Graf (5)                | Chanda Rubin                   | 6–1, 6–3                       |
| 1997 | Martina Hingis (1)             | Monica Seles                   | 6–2, 6–1                       |
| 1998 | Venus Williams (1)             | Anna Kurnikova                 | 2–6, 6–4, 6–1                  |
| 1999 | Venus Williams (2)             | Serena Williams                | 6–1, 4–6, 6–4                  |
| 2000 | Martina Hingis (2)             | Lindsay Davenport              | 6–3, 6–2                       |
| 2001 | Venus Williams (3)             | Jennifer Capriati              | 4–6, 6–1, 7–6(4)               |
| 2002 | Serena Williams (1)            | Jennifer Capriati              | 7–5, 7–6(4)                    |
| 2003 | Serena Williams (2)            | Jennifer Capriati              | 4–6, 6–4, 6–1                  |
| 2004 | Serena Williams (3)            | Jelena Dementjeva              | 6–1, 6–1                       |
| 2005 | Kim Clijsters (1)              | Marija Sjarapova               | 6–3, 7–5                       |
| 2006 | Svetlana Kuznetsova            | Marija Sjarapova               | 6–4, 6–3                       |
| 2007 | Serena Williams (4)            | Justine Henin                  | 0–6, 7–5, 6–3                  |
| 2008 | Serena Williams (5)            | Jelena Janković                | 6–1, 5–7, 6–3                  |
| 2009 | Viktoryja Azaranka (1)         | Serena Williams                | 6–3, 6–1                       |
| 2010 | Kim Clijsters (2)              | Venus Williams                 | 6–2, 6–1                       |
| 2011 | Viktoryja Azaranka (2)         | Marija Sharapova               | 6–1, 6–4                       |
| 2012 | Agnieszka Radwańska (1)        | Marija Sjarapova               | 7–5, 6–4                       |
| 2013 | Serena Williams (6)            | Marija Sjarapova               | 4–6, 6–3, 6–0                  |
| 2014 | Serena Williams (7)            | Li Na                          | 7–5, 6–1                       |
| 2015 | Serena Williams (8)            | Carla Suárez Navarro           | 6–2, 6–0                       |
| 2016 | Viktoryja Azaranka (3)         | Svetlana Kuznetsova            | 6–3, 6–2                       |
| 2017 | Johanna Konta (1)              | Caroline Wozniacki             | 6–4, 6–3                       |
| 2018 | Sloane Stephens (1)            | Jeļena Ostapenko               | 7–6(5), 6–1                    |
| 2019 | Ashleigh Barty (1)             | Karolína Plíšková              | 7–6(1), 6–3                    |
| 2020 | Aflyst pga. COVID-19-pandemien | Aflyst pga. COVID-19-pandemien | Aflyst pga. COVID-19-pandemien |
| 2021 | Ashleigh Barty (2)             | Bianca Andreescu               | 6–3, 4–0 opg.                  |
| 2022 | Iga Świątek (1)                | Naomi Osaka                    | 6–4, 6–0                       |
| 2023 | Petra Kvitová (1)              | Jelena Rybakina                | 7–6(14), 6–2                   |
| 2024 | Danielle Collins (1)           | Jelena Rybakina                | 7–5, 6–3                       |
| 2025 | Aryna Sabalenka (1)            | Jessica Pegula                 | 7–5, 6–2                       |

### Herredouble
| År   | Vindere                                          | Finalister                                | Finaleresultat                 |
| ---- | ------------------------------------------------ | ----------------------------------------- | ------------------------------ |
| 1985 | Paul Annacone (1) Christo van Rensburg (1)       | Sherwood Stewart Kim Warwick              | 7–5, 7–5, 6–4                  |
| 1986 | Brad Gilbert (1) Vince Van Patten (1)            | Stefan Edberg Anders Järryd               | w.o.                           |
| 1987 | Paul Annacone (2) Christo van Rensburg (2)       | Ken Flach Robert Seguso                   | 6–2, 6–4, 6–4                  |
| 1988 | John Fitzgerald (1) Anders Järryd (1)            | Ken Flach Robert Seguso                   | 7–6, 6–1, 7–5                  |
| 1989 | Jakob Hlasek (1) Anders Järryd (2)               | Jim Grabb Patrick McEnroe                 | 6–3, opg.                      |
| 1990 | Rick Leach (1) Jim Pugh (1)                      | Boris Becker Cassio Motta                 | 6–3, 6–4                       |
| 1991 | Wayne Ferreira (1) Piet Norval (1)               | Ken Flach Robert Seguso                   | 5–7, 7–6, 6–2                  |
| 1992 | Ken Flach (1) Todd Witsken (1)                   | Kent Kinnear Sven Salumaa                 | 6–4, 6–3                       |
| 1993 | Richard Krajicek (1) Jan Siemerink (1)           | Patrick McEnroe Jonathan Stark            | 6–7, 6–4, 7–6                  |
| 1994 | Jacco Eltingh (1) Paul Haarhuis (1)              | Mark Knowles Jared Palmer                 | 7–6, 7–6                       |
| 1995 | Todd Woodbridge (1) Mark Woodforde (1)           | Jim Grabb Patrick McEnroe                 | 6–3, 7–6                       |
| 1996 | Todd Woodbridge (2) Mark Woodforde (2)           | Ellis Ferreira Patrick Galbraith          | 6–1, 6–3                       |
| 1997 | Todd Woodbridge (3) Mark Woodforde (3)           | Mark Knowles Daniel Nestor                | 7–6, 7–6                       |
| 1998 | Ellis Ferreira (1) Rick Leach (2)                | Alex O'Brien Jonathan Stark               | 6–2, 6–4                       |
| 1999 | Wayne Black (1) Sandon Stolle (1)                | Boris Becker Jan-Michael Gambill          | 6–1, 6–1                       |
| 2000 | Todd Woodbridge (4) Mark Woodforde (4)           | Martin Damm Dominik Hrbatý                | 6–3, 6–4                       |
| 2001 | Jiří Novák (1) David Rikl (1)                    | Jonas Björkman Todd Woodbridge            | 7–5, 7–6(3)                    |
| 2002 | Mark Knowles (1) Daniel Nestor (1)               | Donald Johnson Jared Palmer               | 6–3, 3–6, 6–1                  |
| 2003 | Roger Federer (1) Maks Mirnji (1)                | Leander Paes David Rikl                   | 7–5, 6–3                       |
| 2004 | Wayne Black (2) Kevin Ullyett (1)                | Jonas Björkman Todd Woodbridge            | 6–2, 7–6(12)                   |
| 2005 | Jonas Björkman (1) Maks Mirnji (2)               | Wayne Black Kevin Ullyett                 | 6–1, 6–2                       |
| 2006 | Jonas Björkman (2) Maks Mirnji (3)               | Bob Bryan Mike Bryan                      | 6–4, 6–4                       |
| 2007 | Bob Bryan (1) Mike Bryan (1)                     | Martin Damm Leander Paes                  | 6–7(7), 6–3, [10–7]            |
| 2008 | Bob Bryan (2) Mike Bryan (2)                     | Mahesh Bhupathi Mark Knowles              | 6–2, 6–2                       |
| 2009 | Maks Mirnji (4) Andy Ram (1)                     | Ashley Fisher Stephen Huss                | 6–7(4), 6–2, [10–7]            |
| 2010 | Lukáš Dlouhý (1) Leander Paes (1)                | Mahesh Bhupathi Max Mirnyi                | 6–2, 7–5                       |
| 2011 | Mahesh Bhupathi (1) Leander Paes (2)             | Max Mirnyi Daniel Nestor                  | 6–7(5), 6–2, [10–5]            |
| 2012 | Leander Paes (3) Radek Štěpánek (1)              | Max Mirnyi Daniel Nestor                  | 3–6, 6–1, [10–8]               |
| 2013 | Aisam-ul-Haq Qureshi (1) Jean-Julien Rojer (1)   | Mariusz Fyrstenberg Marcin Matkowski      | 6–4, 6–1                       |
| 2014 | Bob Bryan (3) Mike Bryan (3)                     | Juan Sebastián Cabal Robert Farah Maksoud | 7–6(8), 6–4                    |
| 2015 | Bob Bryan (4) Mike Bryan (4)                     | Vasek Pospisil Jack Sock                  | 6–3, 1–6, [10–8]               |
| 2016 | Pierre-Hugues Herbert (1) Nicolas Mahut (1)      | Raven Klaasen Rajeev Ram                  | 5–7, 6–1, [10–7]               |
| 2017 | Łukasz Kubot (1) Marcelo Melo (1)                | Nichloas Monroe Jack Sock                 | 7–5, 6–3                       |
| 2018 | Bob Bryan (5) Mike Bryan (5)                     | Karen Khatjanov Andrej Rublev             | 4–6, 7–6(5), [10–4]            |
| 2019 | Bob Bryan (6) Mike Bryan (6)                     | Wesley Koolhof Stefanos Tsitsipas         | 7–5, 7–6(8)                    |
| 2020 | Aflyst pga. COVID-19-pandemien                   | Aflyst pga. COVID-19-pandemien            | Aflyst pga. COVID-19-pandemien |
| 2021 | Nikola Mektić (1) Mate Pavić (1)                 | Daniel Evans Neal Skupski                 | 6–4, 6–4                       |
| 2022 | Hubert Hurkacz (1) John Isner (1)                | Wesley Koolhof Neal Skupski               | 7–6(5), 6–4                    |
| 2023 | Santiago González (1) Édouard Roger-Vasselin (1) | Austin Krajicek Nicolas Mahut             | 7–6(4), 7–5                    |
| 2024 | Rohan Bopanna (1) Matthew Ebden (1)              | Ivan Dodig Austin Krajicek                | 6–7(3), 6–3, [10–6]            |
| 2025 | Marcelo Arévalo (1) Mate Pavić (2)               | Julian Cash Lloyd Glasspool               | 7–6(7–3), 6–3                  |

### Damedouble
| År   | Vindere                                                  | Finalister                                | Finaleresultat                 |
| ---- | -------------------------------------------------------- | ----------------------------------------- | ------------------------------ |
| 1985 | Gigi Fernández (1) Martina Navrátilová (1)               | Kathy Jordan Hana Mandlíková              | 7–6(4), 6–2                    |
| 1986 | Pam Shriver (1) Helena Suková (1)                        | Chris Evert Wendy Turnbull                | 6–2, 6–3                       |
| 1987 | Martina Navrátilová (2) Pam Shriver (2)                  | Claudia Kohde-Kilsch Helena Suková        | 6–3, 7–6(6)                    |
| 1988 | Steffi Graf (1) Gabriela Sabatini (1)                    | Gigi Fernández Zina Garrison              | 7–6(6), 6–3                    |
| 1989 | Jana Novotná (1) Helena Suková (2)                       | Gigi Fernández Lori McNeil                | 7–6(5), 6–4                    |
| 1990 | Jana Novotná (2) Helena Suková (3)                       | Betsy Nagelsen Robin White                | 6–4, 6–3                       |
| 1991 | Mary Joe Fernández (1) Zina Garrison Jackson (1)         | Gigi Fernández Jana Novotná               | 7–5, 6–2                       |
| 1992 | Arantxa Sánchez Vicario (1) Larisa Savchenko-Neiland (1) | Jill Hetherington Kathy Rinaldi           | 7–5, 5–7, 6–3                  |
| 1993 | Jana Novotná (3) Larisa Savchenko-Neiland (2)            | Jill Hetherington Kathy Rinaldi           | 6–2, 7–5                       |
| 1994 | Gigi Fernández (2) Natasja Zvereva (1)                   | Patty Fendick Meredith McGrath            | 6–3, 6–1                       |
| 1995 | Jana Novotná (4) Arantxa Sánchez Vicario (2)             | Gigi Fernández Natasha Zvereva            | 7–5, 2–6, 6–3                  |
| 1996 | Jana Novotná (5) Arantxa Sánchez Vicario (3)             | Meredith McGrath Larisa Savchenko-Neiland | 6–4, 6–4                       |
| 1997 | Arantxa Sánchez Vicario (4) Natasja Zvereva (2)          | Sabine Appelmans Miriam Oremans           | 6–4, 6–2                       |
| 1998 | Martina Hingis (1) Jana Novotná (6)                      | Arantxa Sánchez Vicario Natasha Zvereva   | 6–2, 3–6, 6–3                  |
| 1999 | Martina Hingis (2) Jana Novotná (7)                      | Mary Joe Fernández Monica Seles           | 0–6, 6–4, 7–6(1)               |
| 2000 | Julie Halard-Decugis (1) Ai Sugiyama (1)                 | Nicole Arendt Manon Bollegraf             | 4–6, 7–5, 6–4                  |
| 2001 | Arantxa Sánchez Vicario (5) Nathalie Tauziat (1)         | Lisa Raymond Rennae Stubbs                | 6–0, 6–4                       |
| 2002 | Lisa Raymond (1) Rennae Stubbs (1)                       | Virginia Ruano Pascual Paola Suárez       | 7–6(4), 6–7(4), 6–3            |
| 2003 | Liezel Huber (1) Magdalena Malejeva (1)                  | Shinobu Asagoe Nana Miyagi                | 6–4, 3–6, 7–5                  |
| 2004 | Nadija Petrova (1) Meghann Shaughnessy (1)               | Svetlana Kuznetsova Elena Likhovtseva     | 6–2, 6–3                       |
| 2005 | Svetlana Kuznetsova (1) Alicia Molik (1)                 | Lisa Raymond Rennae Stubbs                | 7–5, 6–7(5), 6–2               |
| 2006 | Lisa Raymond (2) Samantha Stosur (1)                     | Liezel Huber Martina Navrátilová          | 6–4, 7–5                       |
| 2007 | Lisa Raymond (3) Samantha Stosur (2)                     | Cara Black Liezel Huber                   | 6–4, 3–6, [10–2]               |
| 2008 | Katarina Srebotnik (1) Ai Sugiyama (2)                   | Cara Black Liezel Huber                   | 7–5, 4–6, [10–3]               |
| 2009 | Svetlana Kuznetsova (2) Amélie Mauresmo (1)              | Květa Peschke Lisa Raymond                | 4–6, 6–3, [10–3]               |
| 2010 | Gisela Dulko (1) Flavia Pennetta (1)                     | Nadia Petrova Samantha Stosur             | 6–3, 4–6, [10–7]               |
| 2011 | Daniela Hantuchová (1) Agnieszka Radwańska (1)           | Liezel Huber Nadia Petrova                | 7–6(5), 2–6, [10–8]            |
| 2012 | Marija Kirilenko (1) Nadija Petrova (2)                  | Sara Errani Roberta Vinci                 | 7–6(0), 4–6, [10–4]            |
| 2013 | Nadija Petrova (3) Katarina Srebotnik (2)                | Lisa Raymond Laura Robson                 | 6–1, 7–6(2)                    |
| 2014 | Martina Hingis (3) Sabine Lisicki (1)                    | Jekaterina Makarova Jelena Vesnina        | 4–6, 6–4, [10–5]               |
| 2015 | Martina Hingis (4) Sania Mirza (1)                       | Jekaterina Makarova Jelena Vesnina        | 7–5, 6–1                       |
| 2016 | Bethanie Mattek-Sands (1) Lucie Šafářová (1)             | Tímea Babos Yaroslava Shvedova            | 6–3, 6–4                       |
| 2017 | Gabriela Dabrowski (1) Xu Yifan (1)                      | Barbora Strýcová Sania Mirza              | 6–4, 6–3                       |
| 2018 | Ashleigh Barty (1) CoCo Vandeweghe (1)                   | Barbora Krejčíková Kateřina Siniaková     | 6–2, 6–1                       |
| 2019 | Elise Mertens (1) Aryna Sabalenka (1)                    | Samantha Stosur Zhang Shuai               | 7–6(5), 6–2                    |
| 2020 | Aflyst pga. COVID-19-pandemien                           | Aflyst pga. COVID-19-pandemien            | Aflyst pga. COVID-19-pandemien |
| 2021 | Shuko Aoyama (1) Ena Shibahara (1)                       | Hayley Carter Luisa Stefani               | 6–2, 7–5                       |
| 2022 | Laura Siegemund (1) Vera Zvonarjova (1)                  | Veronika Kudermetova · Elise Mertens      | 7–6(3), 7–5                    |
| 2023 | Coco Gauff (1) Jessica Pegula (1)                        | Leylah Fernandez Taylor Townsend          | 7–6(6), 6–2                    |
| 2024 | Sofia Kenin (1) Bethanie Mattek-Sands (2)                | Gabriela Dabrowski Erin Routliffe         | 4–6, 7–6(5), [11–9]            |
| 2025 | Mirra Andreeva (1) · Diana Shnaider (1)                  | Cristina Bucșa Miyu Kato                  | 6–3, 6–7(5–7), [10–2]          |

### Mixed double
Ved de fem første udgaver af turneringen blev der også spillet en mixed double-række.
| År   | Vindere                             | Finalister                        | Finaleresultat |
| ---- | ----------------------------------- | --------------------------------- | -------------- |
| 1985 | Heinz Günthardt Martina Navratilova | Wojciech Fibak Carling Bassett    | 6–3, 6–4       |
| 1986 | John Fitzgerald Elizabeth Smylie    | Emilio Sánchez Steffi Graf        | 6–4, 7–5       |
| 1987 | Miloslav Mečíř Jana Novotná         | Christo van Rensburg Elna Reinach | 6–3, 3–6, 6–3  |
| 1988 | Michiel Schapers Ann Henricksson    | Jim Pugh Jana Novotná             | 6–4, 6–4       |
| 1989 | Ken Flach Jill Hetherington         | Sherwood Stewart Zina Garrison    | 6–2, 7–6(3)    |